# Videörtsmätare
Videörtsmätare, Anticollix sparsata är en fjärilsart som beskrevs av Georg Friedrich Treitschke 1828. Videörtsmätare ingår i släktet Anticollix och familjen mätare, Geometridae. Arten är reproducerande i Sverige. Inga underarter finns listade i Catalogue of Life.